# Crimen de la legación alemana
El crimen de la legación alemana, también denominado caso Beckert, fue un suceso que tuvo lugar el 5 de febrero de 1909 en Santiago, relacionado con el hallazgo de un cadáver calcinado en el incendio de la representación diplomática del Imperio alemán en Chile. El canciller germano Guillermo Beckert asesinó al portero de la legación Exequiel Tapia, lo vistió con sus ropas e incendió el inmueble con la pretensión de ocultar, por medio de la simulación de su muerte, un desfalco de 27 mil pesos.
Las pericias odontológicas efectuadas al cadáver que fueron realizadas por el director de la Escuela Dental de la Universidad de Chile, Germán Valenzuela Basterrica, permitieron resolver el caso y delatar al culpable. Beckert fue capturado cuando intentaba cruzar hacia Argentina por Lonquimay, y ejecutado el 5 de junio de 1910.

## Antecedentes

### Legación
Las oficinas de la Legación Imperial de Alemania en Santiago se encontraban en la esquina de las calles Nataniel Cox y Alonso de Ovalle. Era un inmueble de dos pisos, en donde trabajaban el ministro plenipotenciario barón Hans von Bodman, el secretario de legación Juan Bernardo von Welczeck, el canciller Guillermo Beckert y el portero de nacionalidad chilena Exequiel Tapia, que había sido soldado en el Regimiento Cazadores.

### Relaciones germano-chilenas a inicios delsigloXX
Pese a que Chile tenía para inicios de siglo una colonia teutona importante, particularmente en el Sur, donde había familias ya asentadas por décadas, las relaciones con el Imperio Alemán eran bastante malas, en parte debido al apoyo que este último supuestamente habría brindado a las fuerzas balmacedistas durante la Guerra Civil de 1891 (irónicamente, el victorioso ejército parlamentario era liderado por el alemán Emilio Körner). En particular existía cierto recelo entre los círculos dirigentes (compuestos por familias de origen ibérico, inglés y en menor medida francés) respecto a la cada vez mayor influencia germana en la América del Sur, en un momento donde las principales potencias europeas se hallaban divididas en dos frentes, en anticipación a lo que sería la Primera Guerra Mundial

### Incidente de Caleu
A comienzos de 1908 un grupo de excursionistas alemanes fueron confundidos con cuatreros por parte de un grupo de habitantes de la localidad de Caleu, quienes comenzaron a disparar hasta matar a uno y herir a cinco. Durante mucho tiempo la legación recibió cartas anónimas que exigían el retiro de la demanda.

## Cronología

### Incendio

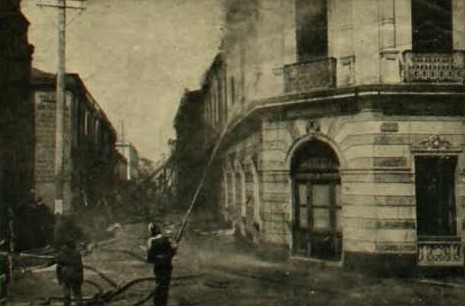
Bomberos combatiendo el incendio.

Al mediodía del 5 de febrero de 1909 unos vecinos del edificio de la legación notaron una columna de humo que salía de una de las ventanas del inmueble. Trataron de ingresar al edificio, pero el fuego los hizo retirarse al tratar de entrar a una habitación interior. A las primeras alarmas acudieron las compañías de bomberos de la capital, quienes trataron de controlar el incendio, pero el fuego se propagó a todo el edificio y consumió por completo el recinto que ocupaba la legación. A las 15 horas, el piso superior del edificio se desplomó, hiriendo de poca gravedad a un bombero.

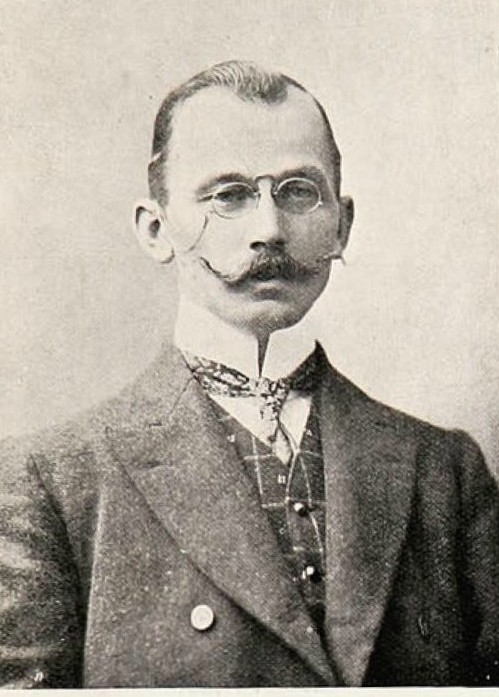
Guillermo Beckert en 1908.

Cuando el fuego se había controlado, a eso de las 16, el ministro barón von Bodman manifestó su inquietud a la Policía por el canciller Guillermo Beckert, al que tras diversas averiguaciones no logra encontrar. Otra persona desaparecida en la legación es el portero Exequiel Tapia. Una hora después llegaron al lugar del siniestro empleados de la Policía de Aseo para comenzar con la remoción de los escombros.

### El cadáver
A las 19:30 h un bombero de la Décima Compañía encontró un cadáver carbonizado tendido boca abajo en uno de los extremos del cuarto interior de la legación, que llevaba en el dedo anular de la mano izquierda un anillo de compromiso matrimonial con la inscripción N. L. 13/3/99, que correspondían a las iniciales de Natalia López, la esposa de Beckert, y la fecha de matrimonio.
El jefe de la sección de pesquisas efectuó la primera visita a la escena, seguido por los jueces Cruz Cañas y Juan Bianchi Tupper, otros jefes policiales, y el médico de la Prefectura de la Policía Alberto Molina. Luego del reconocimiento médico el cadáver fue trasladado al Club Alemán, ubicado en frente del edificio del siniestro, y de ahí hacia la morgue.
En la morgue, a la mañana siguiente, fue realizado el reconocimiento médico legal y la autopsia del cadáver por el médico encargado Allende Aldunate, el médico de ciudad Eduardo Donoso Grille y Alberto Molina. En su informe se deja establecido que la forma en que se encuentran los restos mortales hacen imposible la identificación y que esta se solo se puede obtener por el anillo que llevaba en la mano izquierda.
El cuerpo fue entregado a la familia de Beckert y trasladado a su casa de calle Purísima 276 para ser velado, y el subsecretario de Relaciones Exteriores Víctor Prieto y el edecán presidencial hicieron una visita de pésame a nombre del presidente Pedro Montt al ministro barón von Bodman.
El caso amenazaba con empeorar aún más las frágiles relaciones diplomáticas entre Chile y Alemania, existiendo incluso rumores de que Berlín pediría el estrecho de Magallanes como reparación.

### Indagaciones
Una de las declaraciones fue la del ciudadano austriaco Otto Isakovich, joyero de profesión, quien aseguró que la misma noche del siniestro en la legación se encontró con Guillermo Beckert.

### Nueva autopsia
En vista de los nuevos datos se suspendieron los funerales de Beckert y el juez ordenó la realización de una nueva autopsia, la cual sería realizada por el médico chileno Oyarzún, y por los médicos alemanes Max Westenhöfer y Aichel, en presencia además de Natalia López, esposa de Beckert, y de Bienvenida Salgado, esposa de Tapia.
Tras un breve examen de los restos Westenhöfer declaró que el cadáver era el del canciller Beckert, y para comprobarlo mostró los restos de una camisa de género rayado, en la cual se alcanzaban a visualizar las iniciales G. B., la parte superior de un pantalón oscuro y un pedazo de suspensores de color negro, que la esposa de Beckert reconoció como las que vestía ese día.
A juicio de Westenhöfer la muerte habría sido producida por una herida en el pecho y por un golpe en la cabeza, por lo que razonaba que lo más probable es que el crimen había sido realizado por dos homicidas, sin que se desvanezca la idea de que una sola persona no haya podido realizar el asesinato.
Enseguida se realizó un examen dentario para buscar algunas restauraciones de oro que había indicado Natalia López, pero se vio en la imposibilidad de encontrarlas debido a que los dientes incisivos y parte de los molares estaban calcinados. Los médicos expresaron la dificultad de hallarlas debido a que la acción del fuego debieron desalojarlas. A su vez, Bienvenida Salgado, quien había declarado que Tapia no tenía restauraciones dentales, expresó que no podía reconocer ningún detalle de la boca en esas condiciones.

### Funerales

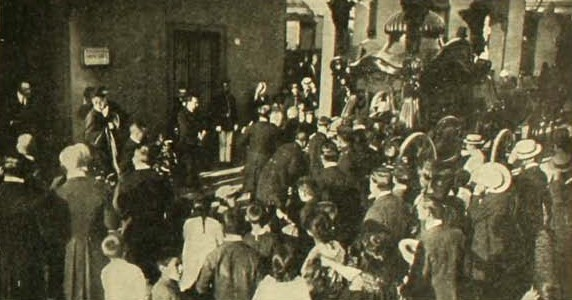
Funerales realizados el 9 de febrero de 1909.

Debido a que se creía identificada la víctima se permitió la realización de los funerales. Durante la tarde del 9 de febrero de 1909, el cortejo fúnebre partió hacia la Iglesia Evangélica Alemana ubicada en calle Santo Domingo 1825, en donde se encontraba un catafalco adornado con la bandera del Imperio alemán.
Luego del servicio religioso el féretro fue trasladado a la carroza, que emprendió camino al Cementerio General seguido de un numeroso cortejo que incluía varios representantes de la colonia alemana, del Cuerpo diplomático, del gobierno y diversas autoridades.
Antes de proceder a la inhumación hizo uso de la palabra el ministro barón von Bodman, y una vez terminado se procedió a depositar la urna en la sepultura. En seguida, las personas participantes del cortejo se dirigieron a la entrada del cementerio para ser despedidos ahí por los miembros de la legación alemana.

### Informe de Valenzuela Basterrica

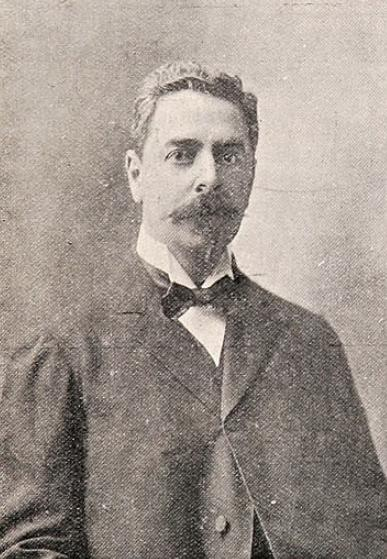
El director de la Escuela Dental de la Universidad de Chile Germán Valenzuela Basterrica.

El juez comisionó al director de la Escuela Dental de la Universidad de Chile Germán Valenzuela Basterrica a realizar un informe del examen dentario del cadáver.
El informe de Valenzuela Basterrica indicaba que el cuerpo contaba con los 32 dientes. El examen reveló la ausencia de las coronas de varios dientes que se explicaban por la intensa carbonización de la región, pero que se encontraban con sus raíces íntegras y sin signos de que se les haya realizado algún procedimiento odontológico. Además, se constató la destrucción de la corona del tercer molar superior derecho por caries, y de que las caras oclusales no presentaban signos de desgastes, por lo que se podía afirmar que era la dentadura de una persona no mayor a 30 años.
Estos datos se contrastaron con los obtenidos por Valenzuela Basterrica en los libros de la consulta de Denis Lay, dentista de Beckert, que indicaban que al canciller se le realizaron cinco exodoncias, cuatro restauraciones de oro, cuatro de platino y una prótesis fija.
Debido a esto, Valenzuela Basterrica concluyó en su informe que la dentadura que el examinó no era la del canciller Guillermo Beckert.
La policía entonces comenzó una búsqueda de Beckert por todo el territorio nacional, siendo capturado por el regimiento de Carabineros el 13 de febrero de 1909, cuando el fugitivo intentaba cruzar a Argentina por Lonquimay.

### Juicio y condena
Tras su detención y traslado a Santiago, el abogado defensor designado por Beckert se excusó del caso, por lo que el tribunal asignó al abogado de 23 años Pablo Ramírez Rodríguez para su defensa. El 2 de septiembre de 1909, fue dictada la sentencia de primera instancia.
La sentencia de 82 páginas, condenó a Beckert por los siguientes delitos:
- Pena de muerte por el homicidio calificado de Exequiel Tapia
- 20 años de presidio por el incendio del edificio N°112 de la calle Nataniel Cox
- 20 años de presidio y $1000 pesos de multa por falsificación de letras de cambio y defraudación de $45.055,77
- 8 años de presidio por adulteración de cuentas de la Legación Alemana correspondientes al segundo y al tercer trimestre fiscal de 1908
- $650 de multa por uso indebido de dos pasaportes falsos extendidos a nombre de Ciro Lara Mottl [26]

Tras su condena, fue fusilado el 5 de julio de 1910 en la Penitenciaría de Santiago.

## Repercusiones
Luego de realizar las pericias para resolver el crimen, Valenzuela Basterrica fue citado por el presidente Pedro Montt para recibir una recompensa a nombre del gobierno chileno. Ante tal oferta el dentista respondió que deseaba la construcción de una nueva Escuela Dental.
La Escuela Dental de avenida Santa María fue inaugurada el 10 de septiembre de 1911 con la presencia del presidente Ramón Barros Luco.